# Championnat de Tunisie masculin de volley-ball 2000-2001
Navigation
Saison précédente Saison suivante
Le championnat de Tunisie masculin de volley-ball 2000-2001 est la 46e édition à se tenir depuis 1956. Il est disputé par les dix meilleurs clubs en trois phases : une première phase de classement en aller et retour, une deuxième de play-off et play-out en aller et retour avec respectivement six et quatre clubs, et une troisième de super play-off entre les deux premiers du play-off.
L'Étoile sportive du Sahel s'impose comme l'équipe la plus forte cumulant championnat, coupe de Tunisie et coupe d'Afrique des clubs champions aux dépens à chaque fois du Club sportif sfaxien qui avait terminé premier de la première phase et du play-off. Les triples couronnés, dirigés par Serguei Alexeiev puis par Foued Kammoun, sont Hichem Ben Romdhan, Noureddine Hfaiedh, Slim Chebbi, Chaker Ghezal, Tarek Sammari, Youri Boriskevic, Walid Abbes, Mohamed Ben Sliman, Salem Mejri, Khaled Maaref, Makrem Temimi, Yousri Handous et Mokhles Bassou.
Le Tunis Air Club et l'Union sportive de Carthage sont relégués en division nationale B et cèdent leurs places à l'Union sportive des transports de Sfax dirigée par Salem Ben Ghazi et au Fatah Hammam El Ghezaz qu'entraîne Habib Belhaj Amor. Par ailleurs, le Club africain au palmarès impressionnant (douze titres nationaux et six titres continentaux), est en voie de déconfiture totale, avec le départ de tous ses joueurs expérimentés ; il échappe de justesse à la relégation et semble voué à la dissolution.

## Division nationale A

### Première phase
| Rang | Équipe                      | Points | Matchs | Victoires | Défaites | Sets pour | Sets contre |
| 1    | Club sportif sfaxien        | 34     | 18     | 16        | 2        | 51        | 17          |
| 2    | Étoile sportive du Sahel    | 32     | 18     | 14        | 4        | 46        | 20          |
| 3    | Espérance sportive de Tunis | 32     | 18     | 14        | 4        | 46        | 24          |
| 4    | Club olympique de Kélibia   | 30     | 18     | 12        | 6        | 45        | 19          |
| 5    | Saydia Sports               | 28     | 18     | 10        | 8        | 37        | 21          |
| 6    | Club sportif de Hammam Lif  | 27     | 18     | 9         | 9        | 36        | 36          |
| 7    | Aigle sportif d'El Haouaria | 23     | 18     | 5         | 13       | 23        | 41          |
| 8    | Union sportive de Carthage  | 23     | 18     | 5         | 13       | 20        | 47          |
| 9    | Tunis Air Club              | 22     | 18     | 4         | 14       | 17        | 46          |
| 10   | Club africain               | 19     | 18     | 1         | 17       | 12        | 52          |

### Play-off
| Rang | Équipe                      | Points | Matchs | Victoires | Défaites | Sets pour | Sets contre |
| 1    | Club sportif sfaxien        | 18     | 10     | 8         | 2        | 26        | 11          |
| 2    | Étoile sportive du Sahel    | 17     | 10     | 7         | 3        | 23        | 14          |
| 3    | Espérance sportive de Tunis | 16     | 10     | 6         | 4        | 22        | 18          |
| 4    | Club olympique de Kélibia   | 15     | 10     | 5         | 5        | 21        | 16          |
| 5    | Saydia Sports               | 12     | 10     | 2         | 8        | 12        | 27          |
| 6    | Club sportif de Hammam Lif  | 12     | 10     | 2         | 8        | 8         | 26          |

### Super play-off
- Étoile sportive du Sahel - Club sportif sfaxien : 3-0
- Club sportif sfaxien - Étoile sportive du Sahel : match non achevé[1]

### Play-out
Les deux derniers rétrogradent en division nationale B.
| Rang | Équipe                      | Points | Matchs | Victoires | Défaites |
| 1    | Club africain               | 10     | 6      | 4         | 2        |
| 2    | Aigle sportif d'El Haouaria | 10     | 6      | 4         | 2        |
| 3    | Tunis Air Club              | 9      | 6      | 3         | 3        |
| 4    | Union sportive de Carthage  | 7      | 6      | 1         | 5        |

## Division nationale B
Avec la dissolution de l'Union sportive monastirienne, ils ne sont plus que sept clubs à disputer cette compétition.

### Première phase
Les quatre premiers disputent le play-off.
| Rang | Équipe                                | Points | Matchs | Victoires | Défaites |
| 1    | Union sportive des transports de Sfax | 22     | 12     | 10        | 2        |
| 2    | Fatah Hammam El Ghezaz                | 21     | 12     | 9         | 3        |
| -    | Étoile sportive de Radès              | 21     | 12     | 9         | 3        |
| 4    | Étoile olympique La Goulette Kram     | 19     | 12     | 7         | 5        |
| 5    | Avenir sportif de La Marsa            | 16     | 12     | 4         | 8        |
| 6    | Zitouna Sports                        | 15     | 12     | 3         | 9        |
| 7    | Mouloudia Sport de Bousalem           | 11     | 12     | 0         | 12 (1F)  |

### Play-off
Les deux premiers montent en division nationale A.
| Rang | Équipe                                | Points | Matchs | Victoires | Défaites |
| 1    | Union sportive des transports de Sfax | 11     | 6      | 5         | 1        |
| 2    | Fatah Hammam El Ghezaz                | 9      | 6      | 3         | 3        |
| 3    | Étoile olympique La Goulette Kram     | 9      | 6      | 3         | 3        |
| 4    | Étoile sportive de Radès              | 7      | 6      | 1         | 5        |